# Caius Clodius Crispinus
Caius (Vettius ?) Clodius Crispinus est un sénateur romain du début du IIe siècle, consul éponyme en 113 sous Trajan.

## Biographie
Il est peut-être le fils de Marcus Vettius Bolanus, consul suffect en 66 puis nommé gouverneur de Bretagne par Vitellius en 69. Il y reste jusqu'en 71. Et il est donc peut-être le frère de Marcus Vettius Bolanus, consul éponyme en 111. Vers 93, sa mère a tenté de l’empoisonner. On apprend cela du poète Stace, qui dédie un poème laudatif « à Crispinus, fils de Vettius Bolanus ». On n'a pas de certitudes s'il s'agit du même Crispinus que Clodius Crispinus.
En l’an 113, sous Trajan, il est consul éponyme aux côtés de Lucius Publilius Celsus.